# Uptown Dubai
Uptown Dubai ist ein in Bau befindlicher Wolkenkratzer in Dubai in den Vereinigten Arabischen Emiraten. Mit 340 Metern Höhe wird der Turm das höchste Bauwerk im Stadtviertel Jumeirah Lakes Towers (JLT).

## Architektur und Bau
Das Hochhaus entsteht nach Plänen des Architekturbüros Adrian Smith + Gordon Gill Architecture. Der Entwurf sieht eine kristallartige und vollständig verglaste Gebäudestruktur vor, die sich nach oben hin verjüngt und im Erscheinungsbild der Optik eines Diamanten nachempfunden ist.
Das 78-stöckige Gebäude soll über 229 Apartments, ein Hotel mit 188 Zimmern, Büroflächen, Restaurants und Einkaufsflächen verfügen.
Anfang 2018 begannen die Bauarbeiten am Fundament. Im Dezember 2020 erreichte der Turm eine Höhe von 153 Metern. Eröffnet werden soll Uptown Dubai im Jahr 2022.[veraltet]